# Раян Макгован
Раян Макгован (англ. Ryan McGowan, нар. 15 серпня 1989, Аделаїда) — австралійський футболіст, захисник клубу «Шаньдун Лунен» та національної збірної Австралії. Старший брат іншого австралійського футболіста Ділана Макгована.

## Клубна кар'єра
Народився 15 серпня 1989 року Аделаїді в шотландській родині вихідців з Глазго. Почав займатись футболом в команді «Пара Гіллс Найтс» Південно-австралійського спортивного університету. 
2006 року він переїхав до Шотландії, де протягом двох років виступав за молодіжну команду клубу «Гарт оф Мідлотіан». 13 травня 2008 року в матчі проти «Гретни» Раян дебютував в шотландській Прем'єр-лізі. Цей матч став для нього єдиним в тому сезоні, а в наступному він взагалі не зіграв жодного матчу за основну команду.
Тому влітку 2009 року для отримання ігрової практики він на правах оренди перейшов в «Ейр Юнайтед» з другого за рівнем дивізіону Шотландії. 14 жовтня в поєдинку проти «Данді» Макгован дебютував за нову команду. У цьому ж матчі він забив свій перший гол за клуб. 
Повернувшись влітку 2010 року до «Хартс», він знову не зумів закріпитись в основному складі, зігравши за першу половину сезону 2010/11 лише 8 матчів в основній команді. Через це на початку 2011 року він на правах оренди перейшов в інший клуб другого шотландського дивізіону «Партік Тісл». 15 лютого о матчі проти «Кауденбіта» Раян дебютував за команду. 
Влітку 2011 року Макгован знову повернувся в «Хартс» та нарешті завоював місце в основі. 2 січня 2012 року в матчі проти «Гіберніана» він забив свій перший гол за «серця». 2012 року Раян допоміг клубу виграти Кубок Шотландії, забивши один з голів у фіналі проти того ж таки «Гіберніана». 
На початку 2013 року Макгован перейшов в китайський «Шаньдун Лунен». 9 березня в матчі проти «Далянь Аербін» він дебютував в китайській лізі. 27 квітня в поєдинку проти «Ханчжоу Грінтаун» Макгован забив свій перший гол. Нарразі встиг відіграти за команду з Цзінаня 33 матчі в національному чемпіонаті.

## Виступи за збірні
Протягом 2007–2009 років залучався до складу молодіжної збірної Австралії. 2009 року у складі «молодіджки» Макгован взяв участь у молодіжному чемпіонаті світу в Єгипті. На турнірі вже в першому матчі проти однолітків з Чехії Раян заробив червону картку і пенальті в свої ворота, через що австралійці програли 2:1. Пропустивши другий матч через дискваліфікацію, у третьому Макгован знову вийшов на поле, але не зміг врятувати австралійців від поразки 1:3 від однолітків з Бразилії, яка означала виліт австралійців з турніру. Всього на молодіжному рівні зіграв у 21 офіційному матчі.
15 серпня 2012 року в товариському матчі проти збірної Шотландії Макгован дебютував за національну збірну Австралії, вийшовши на поле на 79 хвилині замість Саші Огненовскі.
2014 року потрапив у заявку збірної на чемпіонат світу в Бразилії.
Наразі провів у формі головної команди країни 9 матчів.
| Дата       | Місто    | Господарі      | Результат | Гості      | Турнір                  | Голи | Примітки |
| ---------- | -------- | -------------- | --------- | ---------- | ----------------------- | ---- | -------- |
| 15-08-2012 | Единбург | Шотландія      | 3 – 1     | Австралія  | товариський матч        | -    | 79'      |
| 14-11-2012 | Хвасон   | Південна Корея | 1 – 2     | Австралія  | товариський матч        | -    |          |
| 06-02-2013 | Малага   | Румунія        | 3 – 2     | Австралія  | товариський матч        | -    | 52'      |
| 20-07-2013 | Сеул     | Південна Корея | 0 – 0     | Австралія  | Кубок Східної Азії 2013 | -    |          |
| 25-07-2013 | Хвасон   | Японія         | 3 – 2     | Австралія  | Кубок Східної Азії 2013 | -    |          |
| 28-07-2013 | Сеул     | Австралія      | 3 – 4     | КНР        | Кубок Східної Азії 2013 | -    |          |
| 07-09-2013 | Бразиліа | Бразилія       | 6 – 0     | Австралія  | товариський матч        | -    |          |
| 18-11-2013 | Сідней   | Австралія      | 1 – 0     | Коста-Рика | товариський матч        | -    | 48'      |
| 26-05-2014 | Сідней   | Австралія      | 1 – 1     | ПАР        | товариський матч        | -    |          |
| Усього     |          | Матчів         | 9         |            | Голів                   | 0    |          |

## Досягнення
- Володар Кубка Шотландії: 2011-12
- Володар Кубка Китаю: 2014
- Володар Кубка Еміра Кувейту: 2021
- Чемпіон Кувейту: 2021-22

Збірні
- Переможець Юнацького чемпіонату АФФ (U-19): 2008